# ماوريسيو بوتشيتينو
ماوريسيو روبيرتو بوتشيتينو تروسيرو الشهير باسم ماوريسيو بوتشيتينو أو بوكيتينو (بالإسبانية: Mauricio Pochettino)، هو لاعب كرة قدم ومدرب أرجنتيني كان يلعب في مركز قلب الدفاع، ودرب عدة أندية أوروبية، منها إسبانيول، نادي ساوثهامبتون، وتوتنهام هوتسبير، وباريس سان جيرمان. وتم تعيينه بتاريخ 11 أيلول/سبتمبر 2024 مدربا للمنتخب الأمريكي.
ساهم بوتشيتينو في تتويج نادي نيويلز أولد بويز ببطولة دوري الدرجة الممتازة مرتين 1991 و1992 كما ساهم في تتويج نادي إسبانيول ببطولة كأس إسبانيا مرتين موسمي 1999/2000 و2005/2006.
شارك بوتشيتينو مع منتخب الأرجنتين في 20 مباراة دولية مسجلاً هدفين في الفترة من 1998 إلى 2002. تم استدعائه للمشاركة في بطولة كأس العالم لكرة القدم 2002 التي أقيمت في كوريا الجنوبية واليابان معا حيث شارك أساسيا من دون أن يتم استبداله في المباريات الثلاث بدئا من المباراة الأولى أمام منتخب نيجيريا التي انتهت بالفوز 1/0 ثم أمام منتخب إنجلترا التي انتهت بالخسارة 0/1 ثم أمام منتخب السويد التي انتهت بالتعادل 1/1 وبالتالي الخروج من الدور الأول باحتلاله المركز الثالث خلف منتخبي السويد وإنجلترا. تم تعيينه كمدرب لفريق توتنهام الإنجليزي لموسم 2014/2015

## النشأة
ولد بوتشيتينو في مورفي، سانتا في لأماليا وهيكتور بوتشيتينو، عامل مزرعة. عائلته من أصل إيطالي من بيدمونت. بين سن الثامنة والعاشرة، لعب كرة القدم والكرة الطائرة، وتعلم الجودو أيضًا. شجع نادي راسينغ كلوب دي أفيلانيدا عندما كان طفلاً. كانت أول بطولة يشاهدها على شاشة التلفزيون هي كأس العالم لكرة القدم لعام 1978 والتي شاهدها مع والده هيكتور في النادي الرياضي المحلي في مورفي. بدأ اللعب كقلب دفاع في سن مبكرة وهو المركز الذي يفضله، لكنه أيضًا لعب كمهاجم ولاعب خط وسط. عندما كان في الثالثة عشرة من عمره، تدرب يومين في الأسبوع مع روزاريو سنترال في روزاريو، سانتا في، على بعد 160 ميلًا بالحافلة من مورفي. درس الزراعة في مدرسة تبعد 20 ميلاً عن المنزل.

## مسيرته الكروية

### نيويلز أولد بويز
عندما كان في الرابعة عشرة من عمره، تم إكتشاف بوتشيتينو من قبل خورخي جريفا، مدرب كرة القدم في نيويلز أولد بويز، ومدربه المستقبلي مارسيلو بيلسا. على الرغم من أنه كان سعيدًا في روزاريو سنترال الذي كان مهتمًا بالتعاقد معه، إلا أنه تم إقناعه بتجربة اللعب مع فريق نيويلز أول بويز في روزاريو. وسرعان ما تم وضعه في تشكيلة الفريق الذي سيلعب بطولة في مار ديل بلاتا في يناير 1987، وساعد الفريق على الفوز 3-2 في المباراة النهائية ضد نادي أوليمبيا من باراغواي، وبعد ذلك وقع لنيويلز. عُرض عليه عقد احترافي في سن السادسة عشرة، وظهر لأول مرة في دوري الدرجة الأولى في موسم 1988-89 عندما كان عمره 17 عامًا.
لعب في نيويلز بأسلوب لعب مكثف وعالي الضغط تحت قيادة بيلسا الذي كان مدرب الفريق الأول من 1990 إلى 1992.[بحاجة لمصدر] أساليب تدريب وفلسفة بيلسا كان لها تأثير كبير على اللاعب الشاب.
خلال فترة الخمس سنوات التي قضاها في النادي، فاز بوتشيتينو بالبطولة الوطنية 1990-1991 بالإضافة إلى كلاوسورا 1992. وصل الفريق إلى نهائي كأس ليبرتادوريس حيث خسر 3-2 بركلات الترجيح من قبل ساو باولو بعد أن تعادل الفريقان 1–1 في مجموع المباراتين. لعب بوتشيتينو مع دييغو مارادونا لبعض الوقت، وتقاسم غرفة قبل المباريات.

### إسبانيول
في عام 1994، كان لدى بوتشيتينو خيار الانضمام إلى عدد من الأندية بما في ذلك بوكا جونيورز، لكنه اختار نادي إسبانيول الكتالوني على الرغم من أنه كان العرض الأقل جاذبية من الناحية المالية إلا أن بوتشيتينو كان مهتمًا بالانتقال إلى مدينة برشلونة. في سن الثانية والعشرين، انتقل بوتشيتينو إلى إسبانيول في موسم 1994-95. هناك سرعان ما أقتنص اللاعبمكانه في التشكيلة الأساسية للفريق، وطور سمعته كمدافع قوي. في فبراير 1997، في مباراة الديربي المحلي ضد منافسه برشلونة، قام بوتشيتينو بمراقبة رونالدو وساهم في الحد من خطورته، وساعد الفريق على الفوز 2-0. كان هذا أول فوز لهم على برشلونة منذ عشر سنوات.
مكث بوتشيتينو ست سنوات ونصف في النادي. على الرغم من أنه أتيحت له فرصة المغادرة في عدد من المناسبات، إلا أنه اختار البقاء. في ذلك الموسم، ساعد إسبانيول على الفوز على أتلتيكو مدريد في نهائي كأس الملك عام 2000، وفاز مع الفريق بأول لقب كبير له منذ 60 عامًا.
في موسم 1999-2000، وقع عقداً مسبقاً للبقاء في النادي لمدة 6 سنوات أخرى بشرط قدرة النادي علي تمويل العقد. ومع ذلك، لم يستطع النادي تمويل الصفقة، وأبلغ بوتشيتينو بأنه يجب عليه قبول عرض من باريس سان جيرمان.

### باريس سان جيرمان
في أواخر يناير 2001، وقع بوتشيتينو لباريس سان جيرمان مقابل مبلغ لم يتم الكشف عنه. كان لاعبًا أساسيًا خلال فتره لعبه مع النادي، حيث ظهر لأول مرة رسميًا في الدوري في 3 فبراير 2001 من قبل المدير الفني آنذاك لويس فرنانديز خارج أرضه أمام نانت، المباراة التي خسرها باريس سان جيرمان 1-0. بعد ثلاثة أيام، سجل بوتشيتينو هدفه الأول في خسارة باريس سان جيرمان 1–3 على أرضه في بارك دي برينس ضد غانغون. أدت مساهماته إلى فوز باريس سان جيرمان بنسخة 2001 من كأس الاتحاد الأوروبي في وقت لاحق في موسم 2001-02 بعد التعادل 1-1 مع بريشيا، مما يعني أن الفريق الباريسي فاز بأهداف خارج أرضه،  بالإضافة إلى بلوغه نهائي كأس فرنسا الموسم التالي، حيث خسر باريس سان جيرمان 1-2 أمام أوكسير.

### بوردو
بعد ذلك بعامين في يوليو 2003، انتقل بوتشيتينو إلى بوردو في دوري الدرجة الأولى الفرنسي موسم 2003-2004. لعب مباراته الأولى في 2 أغسطس 2003 ضد موناكو في هزيمة 2-0. كان هدف بوتشيتينو الأول في 23 أغسطس، حين ساعد بوردو على التغلب على أوكسير بفوزه 2-0 على أرضه.

### إسبانيول
خلال فترة الانتقالات الصيفية لعام 2004، عاد بوتشيتينو إلى إسبانيول على سبيل الإعارة في البداية، قبل أن يصبح الانتقال نهائيًا فيما بعد. حدثت العودة في منتصف عامه الأول، حيث واصل بوتشيتينو اللعب لمدة موسمين ونصف. في كأس الملك 2005-06، كان بديلاً في المباراة النهائية، حيث تغلب إسبانيول على سرقسطة 4-1.
بعد الفوز، تولى إرنستو فالفيردي المسؤولية كمدرب في صيف 2006، لكنه لم يكن يريد بوتشيتينو في الفريق للموسم المقبل. أعلن بوتشيتينو اعتزاله كلاعب عن عمر يناهز 34 عامًا. درس للحصول على درجة الماجستير في إدارة الرياضة في كلية إدارة الأعمال قبل أن يتدرب ليصبح مدربًا في مدريد بعد عام.

## مسيرته التدريبية

### إسبانيول

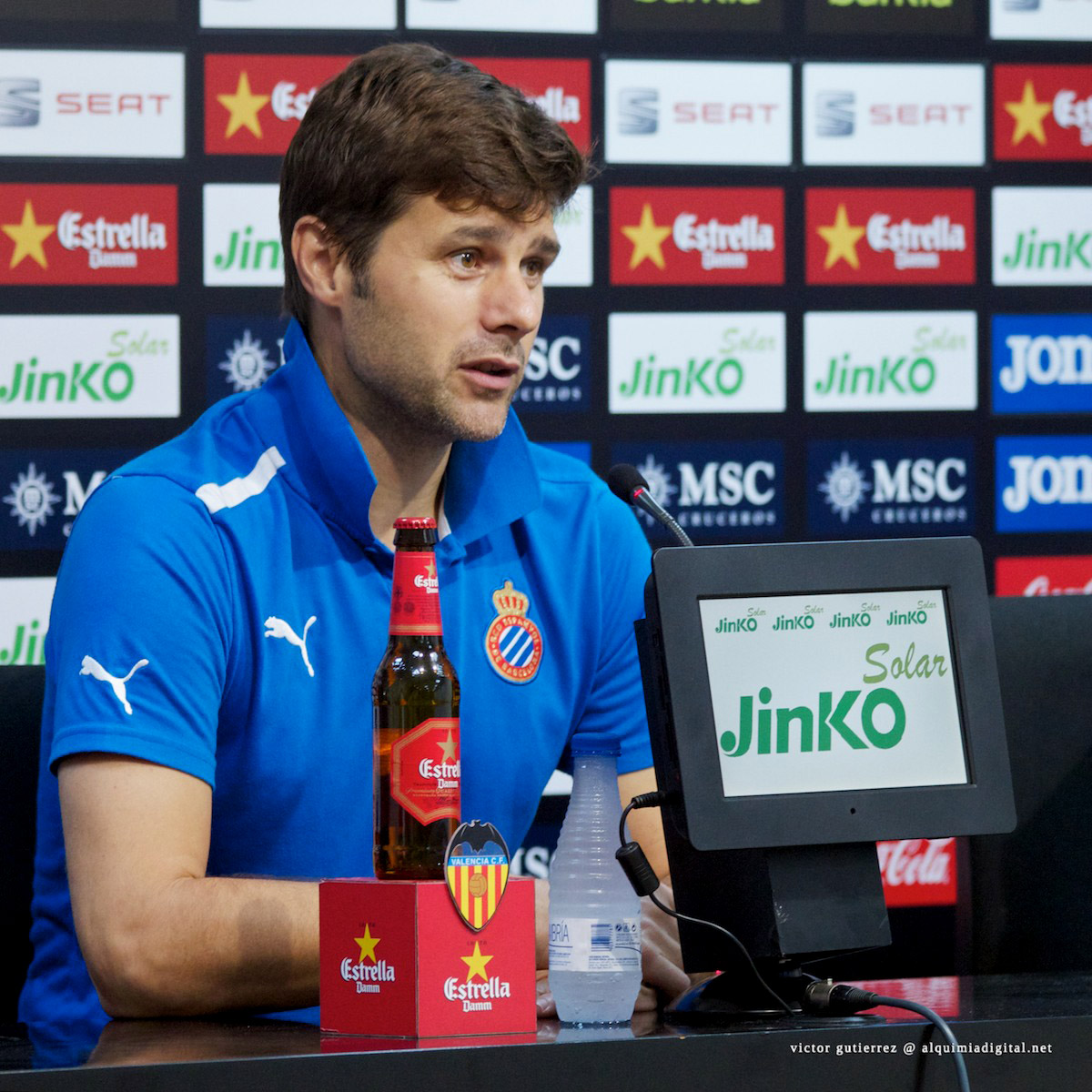
بوتشيتينو كمدرب إسبانيول عام 2012

في أواخر يناير 2009، أصبح بوتشيتينو ثالث مدرب لإسبانيول في موسم 2008-09. تم تكليفه بإنقاذ الفريق من الهبوط، وكان قد حصل للتو على ترخيص UEFA Pro الخاص به في ديسمبر 2008 وقضى فترة قصيرة كمدرب مساعد لفريق السيدات ولكن لم يتم اختباره كمدرب. كانت أول مباراة له على أرضه أمام جاره برشلونة، بقيادة بيب جوارديولا، في ربع نهائي كأس الملك. على الرغم من تردد لاعبيه، إلا أن خطته للضغط العالي والغطاء الدفاعي الفردي أسفر عن تعادل غير متوقع 0-0. تحسنت حظوظ الفريق وأنهى الموسم في نهاية المطاف بشكل مريح في منتصف الجدول وكانت النتيجة الأكثر أهمية هي الفوز 2-1 في ديربي الدوري ضد برشلونة، وهي الأولي لهم في المسابقة في كامب نو منذ 27 عامًا. في أوائل يونيو، جدد عقده لمدة ثلاث سنوات أخرى.
في موسم 2009-2010، قاد بوتشيتينو مرة أخرى إسبانيول إلى مركز مريح في الدوري. في 28 سبتمبر 2010، وافق على تمديد عقده لمدة عام واحد والذي استمر حتى 30 يونيو 2012، وفي مايو من العام التالي جدد عقده حتى عام 2014. ومع ذلك، في 26 نوفمبر 2012، بعد خسارة 0-2 على أرضه أمام خيتافي، والتي تركت الفريق في المركز الأخير بتسع نقاط فقط من 13 مباراة ومع شكوى المدير من القيود المالية المفروضة عليه، تم إنهاء عقده بالتراضي في نهاية ذلك الشهر.

### ساوثهامبتون
في 18 يناير 2013، تم الإعلان عن بوتشيتينو كمدير جديد لفريق ساوثامبتون،  ليحل محل نيجيل أدكينز  وأصبح ثاني مدرب أرجنتيني في كرة القدم الإنجليزية بعد أوزفالدو أرديليس. كانت أول مباراة له بعد خمسة أيام، تعادل فيها 0-0 ضد إيفرتون في ملعب سانت ماري. سجل فوزه الأول في 9 فبراير، 3-1 على أرضه على حامل اللقب مانشستر سيتي.
على الرغم من امتلاكه بعض المعرفة باللغة الإنجليزية، استخدم بوتشيتينو في البداية مترجمًا إسبانيًا في المؤتمرات الصحفية كوسيلة للتعبير عن نفسه بشكل كامل. قاد فريق القديسين إلى انتصارات ملحوظة ضد فرق أخرى في الدوري، بما في ذلك فوز 3-1 على أرضه على ليفربول وفوز 2-1 ضد تشيلسي أيضًا في سانت ماري.
في أول موسم كامل له في ساوثهامبتون، قاد بوتشيتينو الفريق إلى المركز الثامن، وهو أعلى مركز لهم في الدوري منذ 2002-2003، بينما سجل أيضًا أعلى حصيلة للنقاط منذ بدء الدوري الممتاز في 1992-93.

### توتنهام هوتسبر
في 27 مايو 2014، تم تعيين بوتشيتينو مدربًا لتوتنهام هوتسبير بعقد مدته خمس سنوات، ليصبح المدرب العاشر للفريق على مدار 12 عامًا. في 28 يناير التالي، وصل الفريق إلى نهائي كأس الرابطة بعد فوزه 3-2 في مجموع المباراتين على شيفيلد يونايتد، لينهزم 2-0 من تشيلسي في المباراة الحاسمة على ملعب ويمبلي. في الدوري المحلي، كان موسمه الأول ناجحًا بشكل عام، وانهاه بالمركز الخامس وحول العديد من لاعبي الأكاديمية الشباب إلى لاعبين في الفريق الأول؛ ووضع أحد هؤلاء الخريجين، هاري كين، كمهاجم أول على حساب اللاعب الإسباني الدولي روبرتو سولدادو، وهي مقامرة أتت ثمارها حيث تم وصف كين وزملائه في الفريق ديلي ألي وإريك داير كأساس محتمل لتشكيلة إنجلترا في بطولة أمم أوروبا 2016.
كان توتنهام في منافسة للفوز بالدوري في 2015-16، ولكن في 2 مايو 2016 تعادل 2-2 ضد تشيلسي، مؤكدا فوز ليستر سيتي بالبطولة. كما خسر توتنهام في مباراته الأخيرة هذا الموسم، حيث تنازل عن المركز الثاني في الدوري لمنافسه أرسنال.
في 12 مايو 2016، وافق بوتشيتينو على تمديد عقده حتى عام 2021. بدأ توتنهام بطولة الدوري بسلسلة من 12 مباراة بدون هزيمة انتهت بخسارة خارج أرضه أمام تشيلسي في أواخر نوفمبر. ومع ذلك، تم إقصائهم من التنافس على دوري أبطال أوروبا وكأس الرابطة.
انهى فريق بوتشيتينو الدوري في المركز الثاني برصيد 86 نقطة، وهو أعلى حصيلة له منذ أن بدأ الدوري الإنجليزي تحت مسماه الجديد وأعلى ترتيب له في 54 عامًا منذ 1962-63 تحت قيادة بيل نيكولسون، والموسم الأول دون هزيمة على أرضه خلال 52 عامًا منذ 1964-65.
في 24 مايو 2018، وقع بوتشيتينو عقدًا جديدًا مدته خمس سنوات لإبقائه في توتنهام حتى عام 2023. في ديسمبر 2018، فاز بوتشيتينو بمباراته رقم 100 في الدوري الإنجليزي الممتاز كمدرب لتوتنهام بعد فوز متأخر على بيرنلي. أصبح أول مدرب يصل بفريق توتنهام إلى هذا الإنجاز وثالث أسرع مدرب في الدوري الإنجليزي يحقق هذا الإنجاز مع فريق واحد. في 8 مايو 2019، قاد بوتشيتينو توتنهام إلى نهائي دوري أبطال أوروبا بعد فوزه على أياكس (3-3 في مجموع المباراتين)، انتهت المباراة النهائية في مدريد بهزيمة 2-0 أمام ليفربول.
في 19 نوفمبر 2019، أقال توتنهام هوتسبير بوتشيتينو مع احتلال الفريق المركز 14 في جدول الدوري الإنجليزي الممتاز، حيث أشار رئيس النادي دانيال ليفي إلى النتائج المحلية «المخيبة للآمال للغاية» باعتبارها السبب وراء الإقالة.

### باريس سان جيرمان
يوم السبت 2 يناير 2021، أعلن نادي باريس سان جيرمان الفرنسي في بيان رسمي تعاقده مع المدرب الأرجنتيني ماوريسيو بوتشيتينو خلفا للمدرب الألماني المقال توماس توخيل. كانت أول مباراة له بعد أربعة أيام وإنتهت بالتعادل 1-1 ضد سانت إتيان. في 9 يناير، فاز بوتشيتينو بأول مباراة له بصفته مدربًا لباريس سان جيرمان بنتيجة 3-0 على بريست. بعد أربعة أيام، فاز بأول بطوله في مسيرته التدريبية حيث هزم باريس سان جيرمان منافسه أولمبيك مرسيليا 2-1 في نهائي كأس الأبطال. في 16 فبراير 2021، خاض بوتشيتينو أول مباراة له في دوري أبطال أوروبا مع باريس سان جيرمان وقادهم للفوز 4-1 على برشلونة في كامب نو في ذهاب دور الـ16.

### المنتخب الأمريكي
في 9 سبتمبر 2024، أعلن الاتحاد الأمريكي لكرة القدم، عن التعاقد مع ماوريسيو بوتشيتينو لقيادة المنتخب الأول لعامين مقبلين وحتى كأس العالم 2026.

## أسلوبه في اللعب
يفضل بوتشيتينو أسلوب كرة القدم شديد الضغط والهجوم. غالبًا ما يستخدم تشكيل 4–2–3–1 في الأندية التي يدربها. أثناء قيامه بذلك، يوجه فريقه ببناء الهجمة من الخلف، وزعزعة الخصوم من خلال نظام الضغط السريع علي اخصم وإدخال الكرة في الصندوق.
أشاد العديد من النقاد ببوتشيتينو لتركيزه على تطوير اللاعبين المحليين من أكاديميات الشباب في الأندية، والحصول على دعم الحكومة المحلية،  واستعداده لدعم اللاعبين الشباب بشكل عام. كما لوحظ أن العديد من اللاعبين الشباب الذين تدربوا معه ذهبوا للعب مع منتخب إنجلترا، بينما شعر بوتشيتينو أنه من واجبه تطوير المواهب الإنجليزية، قائلاً:
«"أشعر عندما وصلت إسبانيا والآن في إنجلترا، بهذه الطريقة التي يمكنني بها أن أقول "شكرًا" للبلد الذي فتح الباب عندما لم أكن أتحدث الإنجليزية. وكيف عاملني الناس وموظفيي بشكل جيد حقًا. إنها طريقة قول شكراً للدوري الإنجليزي وللأشخاص الذين يثقون بك "»
كما أشاد اللاعبون الذين دربهم بوتشيتينو بأسلوبه في إدارة المباريات وتوجيهه لهم ورغبته تقديم المشورة، وتشجيعه اللاعبين على تولي مسؤولية تطوير أنفسهم بالإضافة إلى مساعدتهم على التحسين الجسدي والفني والعقلي.

## حياته الشخصية
بوتشيتينو وزوجته كارينا غريبالدي لديهما ولدان، سيباستيانو وماوريتسيو. يؤمن بوتشيتينو بفكرة الطاقة العالمية، وهي فكرة أن الأشخاص والأماكن والأشياء مشحونة بالطاقة الخفية، الإيجابية أو السلبية.

## الإنجازات

### لاعب

#### نيوويلز أولد بويز
دوري الدرجة الأولى الأرجنتيني: 1990-1991، كلاوسورا 1992
كأس ليبرتادوريس: وصيف 1992

#### اسبانيول
كأس ملك إسبانيا: 1999-2000، 2005-06

#### باريس سان جيرمان
كأس الاتحاد الأوروبي: 2001
كأس فرنسا: المركز الثاني 2002–03

### مدرب

#### توتنهام هوتسبر
كأس رابطة الأندية الإنجليزية المحترفة: الوصيف 2014-15
دوري أبطال أوروبا: الوصيف 2018-19

### فردي
مدرب الشهر في الدوري الإنجليزي الممتاز: أكتوبر 2013، سبتمبر 2015، فبراير 2016، أبريل 2017

## روابط خارجية
- ماوريسيو بوتشيتينو على موقع IMDb (الإنجليزية)
- ماوريسيو بوتشيتينو على موقع ألو سيني (الفرنسية)
- ماوريسيو بوتشيتينو على موقع الاتحاد الدولي (مؤرشف)  (الإنجليزية)
- ماوريسيو بوتشيتينو على موقع الاتحاد الأوربي (الإنجليزية)
- ماوريسيو بوتشيتينو على موقع رابطة كرة القدم الفرنسية للمحترفين (الإنجليزية)
- ماوريسيو بوتشيتينو على موقع قاعدة بيانات كرة القدم.إي يو (الإنجليزية)
- ماوريسيو بوتشيتينو على موقع ليكيب (الفرنسية)
- ماوريسيو بوتشيتينو على موقع ناشيونال فوتبول تيمز (الإنجليزية)
- ماوريسيو بوتشيتينو على موقع Soccerbase.com (لاعب) (الإنجليزية)
- ماوريسيو بوتشيتينو على موقع Soccerbase.com (مدرب) (الإنجليزية)
- ماوريسيو بوتشيتينو على موقع Soccerway.com (الإنجليزية)
- ماوريسيو بوتشيتينو على موقع عالم كرة القدم.نت (الإنجليزية)